# پنومبرا: اوورتور
پنومبرا: اوورتور (انگلیسی: Penumbra: Overture) یک بازی ویدئویی در سبک وحشت روان‌شناختی، ماجراجویی گرافیکی، ترس و بقا، بازی ویدئویی معمایی و بازی اکشن-ماجراجویی است؛ که در سال ۲۰۰۷ و در پلت‌فرم‌های لینوکس، مایکروسافت ویندوز، و مک‌اواس منتشر شده‌است.